# دستگاه واحدهای سانتیمتر–گرم–ثانیه
واحدهای سی‌جی‌اس (به انگلیسی: CGS units) سرواژهٔ Centimetre-Gram-Second (سانتیمتر-گرم-ثانیه) یکی از دستگاه‌های اندازه‌گیری است. یکاهای مکانیکی در این سیستم یکسان هستند ولی برای یکاهای الکتریکی واحدهای مختلفی پیشنهاد شده‌است. بعدها سیستم MKS (متر-کیلوگرم-ثانیه) تا حدود زیادی جایگزین این سیستم شد که خود نیز به نوبه با سیستم SI جایگزین گردیدیده است .
| ابعاد           | واحد         | تعریف              | اس‌آی         |
| --------------- | ------------ | ------------------ | ------------ |
| طول             | سانتیمتر     | ‎ 1/100 از متر      | ‎ = 10−2 m    |
| جرم             | گرم          | ‎ 1/1000 از کیلوگرم | ‎ = 10−3 kg   |
| زمان            | ثانیه        | ‎ 1 ثانیه           | ‎ = 1 s       |
| نیرو            | دین          | ‎ g cm / s2 ‎        | = 10−5 N     |
| انرژی           | ارگ          | ‎ g cm2 / s2 ‎       | = 10−7 J     |
| توان            | ارگ در ثانیه | ‎ g cm2 / s3 ‎       | = 10−7 W     |
| فشار            | باری         | g / (cm s2) ‎       | ‎ = 10−1 Pa   |
| گرانروی دینامیک | پواز         | g / (cm s) ‎        | ‎ = ۱۰−۱ Pa·s |